# 天地炮
天地炮，象棋中的杀招，有俗语“天地炮响，神兵难挡”之说，该招由中炮（天炮）加上沉底炮（地炮）构成，可以借用对方士象做炮架，再加上其他子力（以车为常见）辅助。可以对对方将（帅）形成绝杀。